# Emil Gilels
Emil Grigorjevitj Gilels (født 19. oktober 1916 i Odessa, Det Russiske Kejserrige, død 14. oktober 1985 i Moskva, Sovjetunionen; russisk: Эми́ль Григо́рьевич Ги́лельс; tr. Emíl Grigórjevitj Gílels) var en sovjetisk, ukrainsk født koncertpianist.
Gilels anses som en af det 20. århundredes store pianister. Han studerede klaver, fra han var 5 år gammel, og gav sin første offentlige klaverkoncert, da han var 12 år gammel. Han var mest kendt for sine indspilninger af Beethovens klaversonater, men var ligeledes en stor fortolker af Brahms, Schumann, Grieg, Chopin, Prokofjev og Rakhmaninov.
Han var en af de første sovjetiske musikere ved siden af David Ojstrakh, som fik tilladelse af den daværende sovjetiske regering til at rejse på turné og give koncerter i Vesten.
Gilels var beundret for sine store tekniske færdigheder og sin store klangfylde, kontrol og fortolkninger på klaveret.

## Udvalgte indspilninger
- Ludwig Van Beethoven - Sonater
- Ludwig Van Beethoven - Klaverkoncerter 1-5
- Edvard Grieg - Lyriske Stykker
- Franz Liszt - Sonate i Hm